# Sita bint Fahd Al Damir
Sita bint Fahd Al Damir (1922 – Riyad, 25 dicembre 2012) è stata una principessa saudita, quarta moglie del re Khalid.

## Primi anni di vita
Sita bint Fahd apparteneva alla tribù Ujman di Al Badiyah ed era nipote di Wasmiyah Al Damir, moglie di Abd Allah bin Jiluwi.

## Vita personale
Sita bint Fahd sposò il re Khalid. Con lui ha avuto due figli: Faysal e Moudi. Il primo è governatore della Provincia di Asir mentre la seconda fa parte dell'Assemblea Consultiva.

## Morte e funerale
Sita bint Fahd è morta a Riad il 25 dicembre 2012. Le preghiere funebri si sono tenute il giorno successivo, dopo la preghiera del pomeriggio, nella moschea Imam Turki bin Abd Allah di Riyad e sono state guidate dal Gran Mufti dell'Arabia Saudita Abd al-Aziz bin Abd Allah Al ash-Sheikh alla presenza di alti funzionari sauditi, tra cui il principe ereditario Salman.